# Bouderath

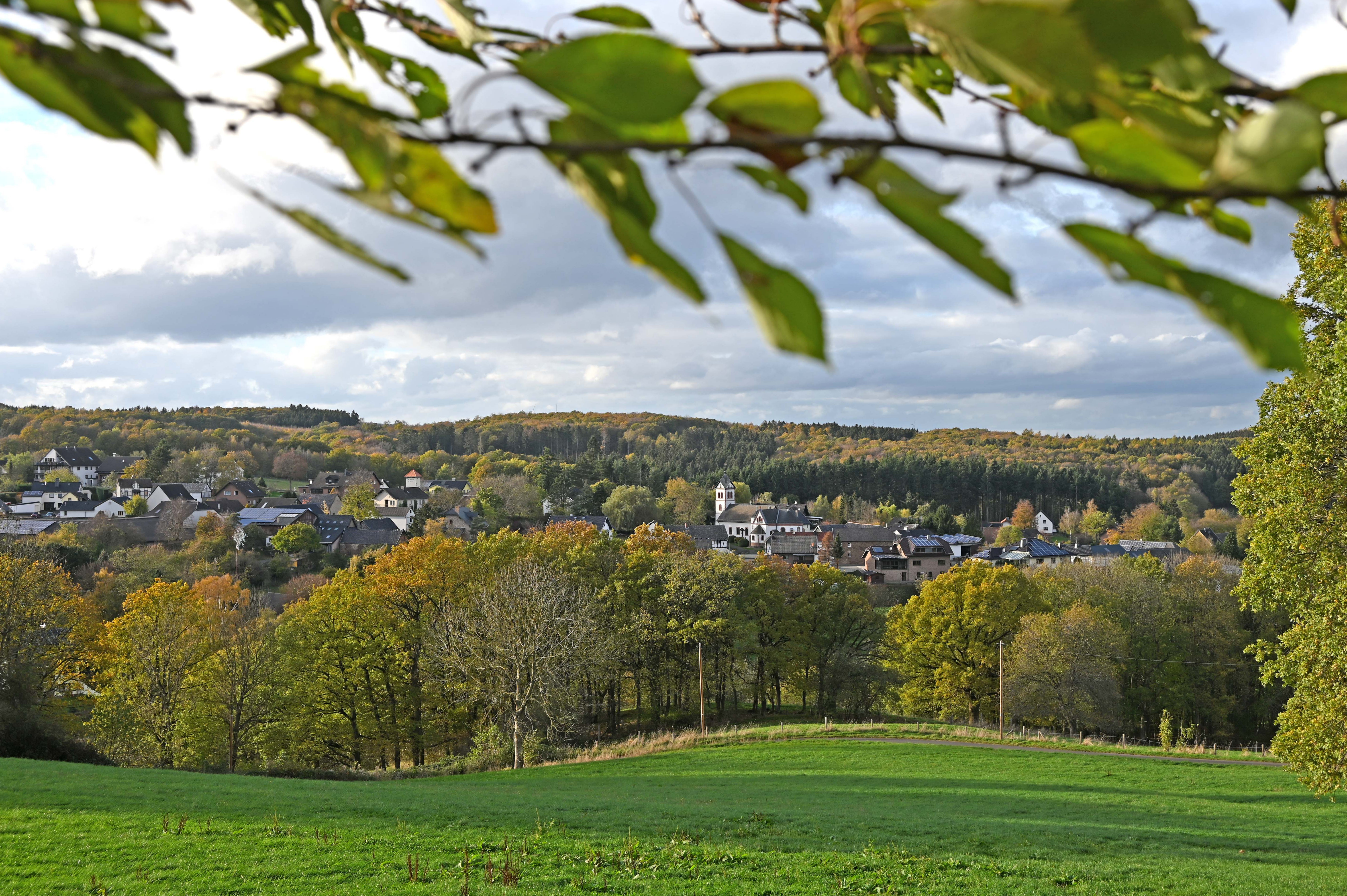
Bouderath, Blick von Osten

Bouderath ist ein Ortsteil der Gemeinde Nettersheim im Kreis Euskirchen in Nordrhein-Westfalen.

## Geographie

### Lage
Bouderath liegt umgeben von bewaldeter Landschaft im deutsch-belgischen Naturpark Hohes Venn-Eifel im Osten des Gemeindegebiets von Nettersheim und grenzt im Norden und Osten an das Stadtgebiet von Bad Münstereifel. Das Dorf ist etwa 55 Kilometer von Köln, 74 Kilometer von Aachen, 112 Kilometer von Trier und 42 Kilometer von Bonn entfernt.

### Geologie
Geologisch befindet sich die Gemarkung Bouderath im Grenzbereich zwischen nördlicher Kalkeifel und Münstereifeler Wald. Ein ehemaliger Marmorsteinbruch im Nachbarort Roderath enthält Fossilien und Korallen aus dem Bouderath-Riff, das geochronologisch in den Devon-Zeitraum eingeordnet wird. Im südöstlich gelegenen, 1,8 Hektar großen Naturschutzgebiet Hollerberg (EU-111) überwiegen die Flächen mit Kalkmagerrasen; es befinden sich dort einige schützenswerte Pflanzen aus der Roten Liste NRW.

### Klima
Das Klima der Region ist atlantisch geprägt. Aufgrund der Lage weist der Ort in den Sommermonaten ein reizmildes Klima auf, das in den Wintermonaten in ein reizmäßiges Klima übergehen kann. Durch den Lee-Effekt von Hocheifel und Hohes Venn fallen die Jahresniederschlagsmengen gering aus. Länger anhaltende Kälteabschnitte sind selten, so sind auch die zusammenhängenden Tage mit einer geschlossenen Schneedecke gering. Wärmebelastungen und Luftschwüle treten im Sommer nur selten auf.
| Klimawert           | 1971–2000   | 2009     | 2010     | 2011     |
| ------------------- | ----------- | -------- | -------- | -------- |
| Mittlere Temperatur | 7–8 °C      | 7,4 °C   | 7,1 °C   | 10,3 °C  |
| Niederschlag        | 800–900 mm  | 520 mm   | 483 mm   | 327 mm   |
| Sonnenscheindauer   | 1440–1480 h | 1810 h   | 1652 h   | 1940 h   |
| Windgeschwindigkeit | 4,5–5 m/s   | 2,28 m/s | 1,08 m/s | 1,66 m/s |

## Geschichte

### Allgemein
In etwa drei Kilometer Entfernung liegt im Wald zwischen den Ortschaften Pesch und Nöthen ein „Heidentempel“, der im 1. bis zum 4. Jahrhundert nach Christus genutzt wurde und zur Verehrung der Matronae Vacallinehae diente. Im Umkreis von 20 Kilometern befinden sich weitere Bauten aus der Römerzeit, wie zum Beispiel die Eifelwasserleitung.
Vermutlich wurde im Jahre 1020 Bouderath als „Butenhart“ erstmals erwähnt, Heinrich II. schenkte der Abtei Prüm sein Landgut „Butenhart“.
In der Umgebung können Relikte aus dem Zweiten Weltkrieg besichtigt werden, zum Beispiel in etwa 2 Kilometer Entfernung eine, wenn auch gesprengte, aber doch noch gut erhaltene Bunkeranlage der „Luftverteidigungszone West“ auf dem Hollerberg.
Am 1. Juli 1969 wurde im Rahmen der kommunalen Neugliederung Bouderath der Gemeinde Nettersheim zugeordnet.

### Pfarrkirche

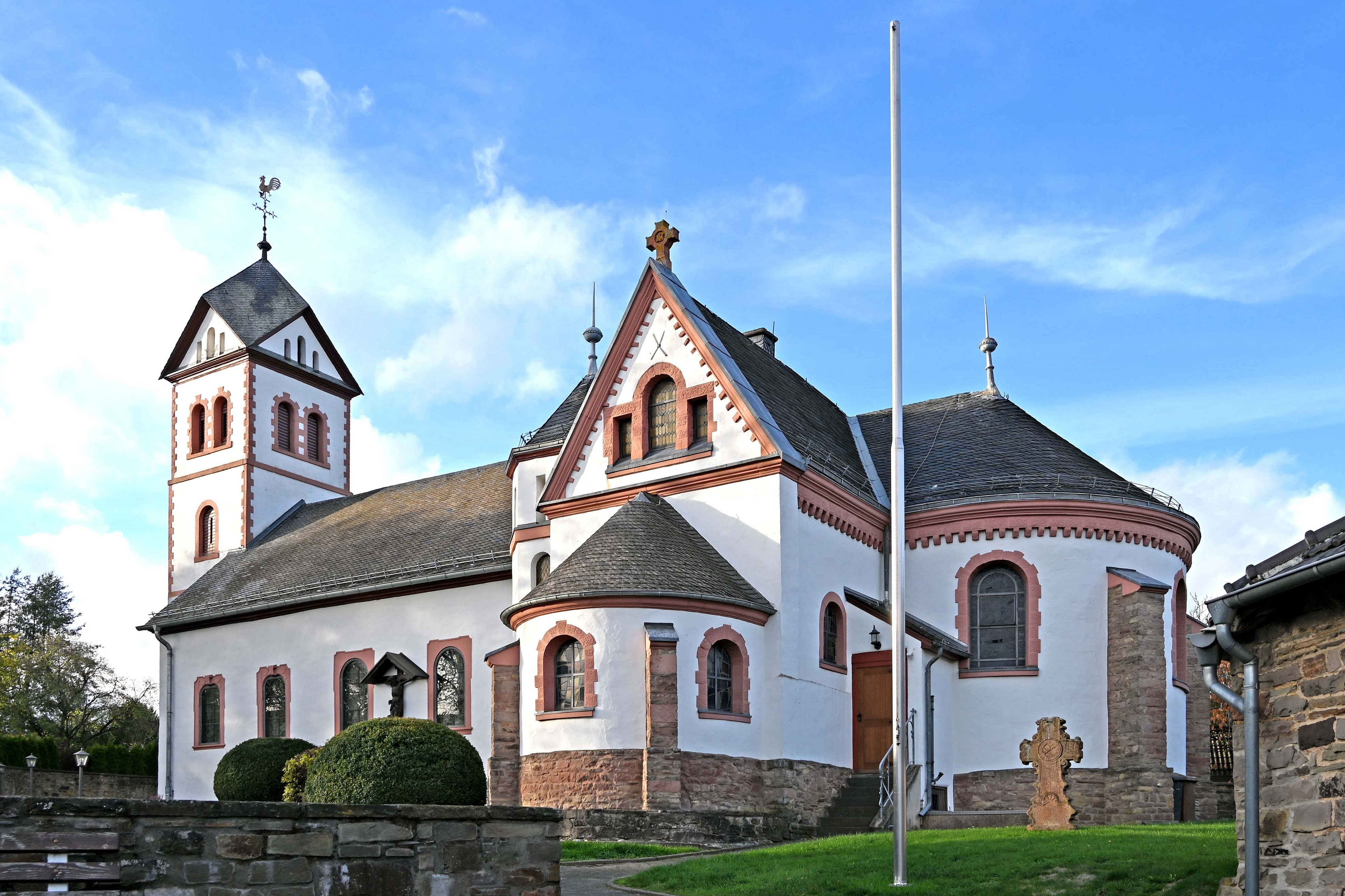
St. Gertrud (Bouderath), Südseite

Die Bouderather Pfarrkirche St. Gertrud mit romanischen Ursprüngen überragt das Dorf. Sie ist der heiligen Gertrud von Nivelles geweiht. Vermutlich stammt die älteste Kapelle in Bouderath aus dem 12. Jahrhundert. 1841 wurde eine Vergrößerung der Kirche abgeschlossen, die wegen der gewachsenen Anzahl der Gemeindemitglieder notwendig geworden war. Das Kirchenschiff erhielt durch diesen Umbau fünf Fensterachsen, vorher waren es nur zwei. Auch der Westturm wurde um ein Geschoss erhöht. 1892 wurde ein neuer Chor mit Sakristei errichtet. Die Kirche hat 180 Sitz- und 50 Stehplätze.

## Vereine
In Bouderath gibt es mehrere Vereine:
- Vereinsgemeinschaft Bouderath
- Förderverein der Freiwilligen Feuerwehr Bouderath
- Tischtennisclub Bouderath 1974
- Vokalensemble Bouderath
- Junggesellenverein „Lebenslust“ 1946 e. V.

## Verkehr
Bouderath ist über den Bahnhof Nettersheim (10 km) an die Eifelstrecke (etwa: Köln-Trier) angeschlossen.
Der Bahnhof Bad Münstereifel liegt 8 km entfernt.
Die VRS-Buslinien 820 und 824 der RVK verbinden den Ort mit Nettersheim, Blankenheim und Bad Münstereifel, überwiegend als TaxiBusPlus im Bedarfsverkehr.
| Linie | Verlauf |
| ----- | --- |
| 820   | MiKE (außer im Schülerverkehr): Bouderath – Roderath – Frohngau – Holzmülheim – Buir – Tondorf – Engelgau – Zingsheim – Nettersheim Bf – Marmagen – Bahrhaus                                                                              |
| 824   | MiKE (außer im Schülerverkehr): Blankenheim – Mülheim – Tondorf – Buir – Holzmülheim – Frohngau – Roderath – Bouderath – (Witscheiderhof – Bergrath) / Kolvenbach – Hohn – Eicherscheid – Bad Münstereifel Eifelbad – Bad Münstereifel Bf |

Die nächsten Autobahnanschlussstellen sind Bad Münstereifel/Mechernich und Nettersheim auf der Bundesautobahn 1. Durch die Ortschaft führt die Kreisstraße 36.